# Arthur Stille

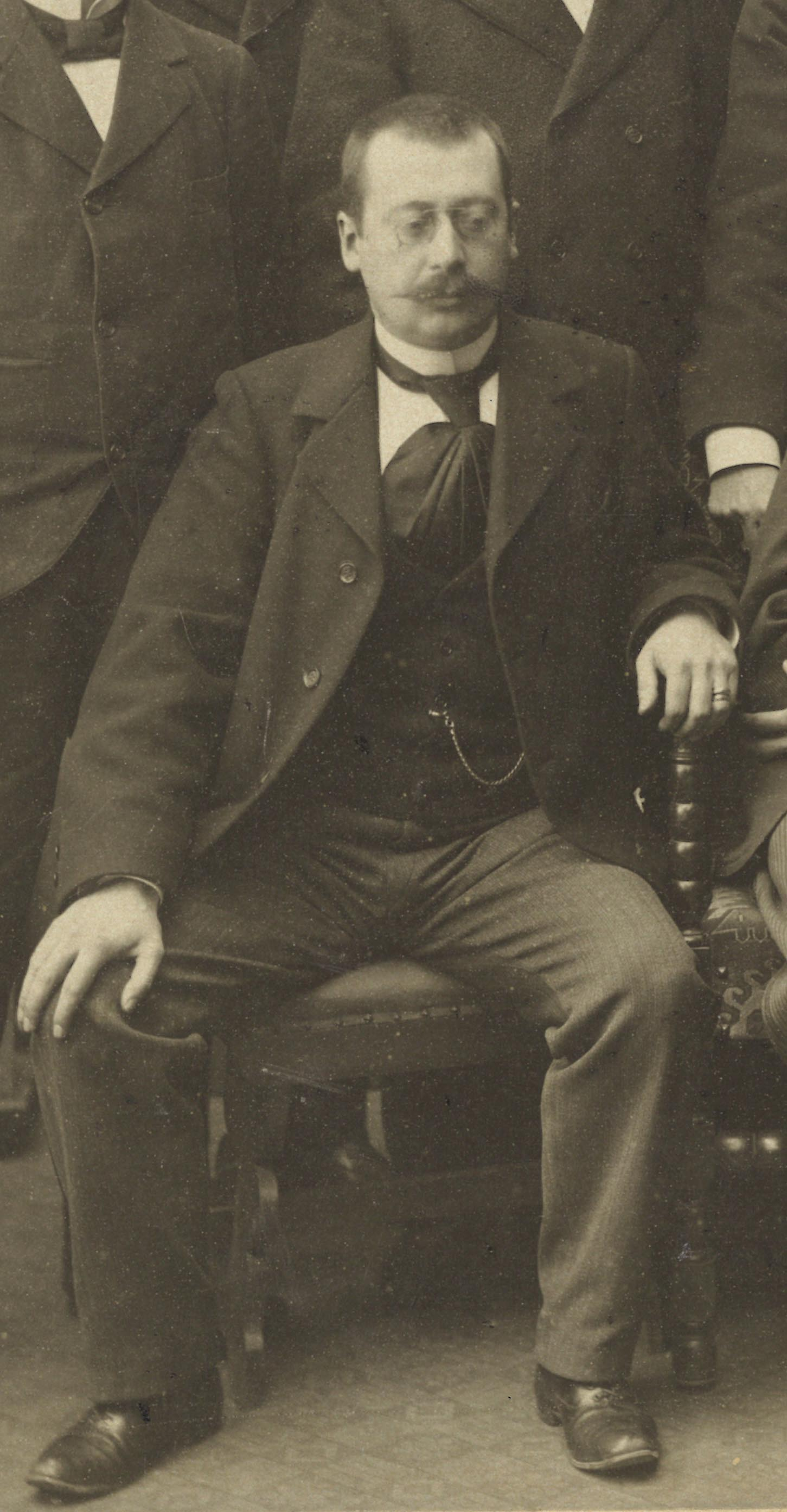
Arthur Stille

Gustaf Arthur Henrik Stille (* 16. Juli 1863 in Osby; † 19. April 1922 in Lund) war ein schwedischer Historiker.
Stille studierte an der Universität Lund, wo er 1889 mit einer Dissertation über die die Politik Dänemarks während des polnischen Krieges von Karl XII. promovierte. 1892 wurde er Lehrer an der Privaten Elementarschule in Lund, wobei er nebenbei auch Lexikonartikel schrieb für eine dänische Enzyklopädie, 1905 wurde er Lektor an der höheren Schule in Lund (der jetzigen Kathedralschule), ab 1895 arbeitete er an der Universität und 1908 wurde er Professor an der Universität Lund.
Einen Namen machte er sich vor allem als Militärhistoriker für die Zeit von Karl XII. Zu einem seiner wichtigsten Werke gehörte sein Buch über die Strategie von Karl XII. im Feldzug gegen Russland (1708/09), das als wegweisend galt. Er gründete seine Untersuchungen auf genauen topographischen Kenntnissen und sein Schüler Carl Bennedich (1880–1939, Offizier im Generalstab und Lehrer an der Kriegshochschule) war 1918/19 Herausgeber der grundlegenden schwedischen Generalstabsstudie zu den Feldzügen von Karl XII.
Er unternahm auch umfangreiche Vorstudien für eine Geschichte der Jahre von Karl XII. im Exil in der Türkei, kam aber nicht mehr dazu ein Buch zu veröffentlichen.
Er war ab 1910 Sekretär des Karolinska förbundet und bis zu seinem Tod Herausgeber von dessen Jahrbüchern.

## Schriften
- Studier öfver Danmarks politik under Karl XII's polska krig (1700–1707), Lund 1889
- Kriget i Skåne 1709–1710, Stockholm 1903
- Carl XII:s fälttågsplaner 1707–1709,  Lund: Gleerup, 1908 (mit Karten ausgearbeitet von C. Bennedich)
- De ledande idéerna i krigföringen i Norden 1563–1570, Lund 1918